# Кухарска, Гонората
Гонората Кухарска (англ. Honorata Kucharska; род. 2002) — польская шахматистка, мастер ФИДЕ среди женщин (2017).

## Шахматная карьера
Гонората Кухарска — семикратный призёр индивидуального юношеского чемпионата Польши по классическим шахматам: 2 золота (2013 — возрастная группа девушек до 12 лет; 2014 — возрастная группа девушек до 12 лет), 2 серебра (2012 — возрастная группа девушек до 10 лет; 2017 — возрастная группа девушек до 16 лет) и 3 бронзы (2010 — возрастная группа девушек до 8 лет; 2018 — возрастная группа до 16 лет; 2019 — возрастная группа до 18 лет). В 2020 году она завоевала бронзовую медаль молодёжного командного чемпионата Польши по шахматам в составе шахматного клуба «МКШ Рыбник».
С 2010 по 2022 год Гонората Кухарска участвовала в юношеских чемпионатах Европы и мира по шахматам, а также завоевала серебряную медаль на юношеском чемпионате мира по шахматам в 2018 году в Порто-Каррасе в возрастной группе девушек до 16 лет.
В 2019 году в Катовице Гонората Кухарска завоевала бронзовую медаль чемпионата Польши по блицу среди женщин. В 2020 году в Оструве-Велькопольском она выступила в финальном турнире чемпионата Польши по шахматам среди женщин и заняла 8-е место. Также она выиграла три медали на командном чемпионате Польши по блицу: золото (2017) и 2 серебра (2018, 2022).
Гонората Кухарска достигла самого высокого рейтинга в карьере 1 июня 2023 года — 2246 баллов.